# Metodo di McCabe-Thiele
Per determinare il numero di stadi ideali di una colonna di distillazione esistono diversi metodi. Nel caso di miscele binarie, è possibile utilizzare tecniche di semplice risoluzione grafica. Il più utilizzato è il metodo McCabe-Thiele introdotto nel 1925, il quale si basa sull'ipotesi che le portate molari di liquido e vapore lungo la colonna si mantengano costanti (ipotesi di controdiffusione equimolecolare). In questo caso il calore ceduto dalla condensazione di una mole di vapore provocherebbe la vaporizzazione di una mole di liquido.

## Schema di funzionamento di una colonna di distillazione

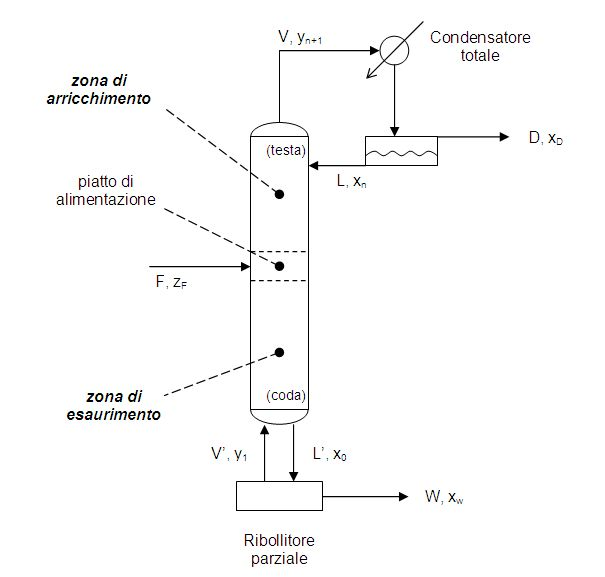
Schema di funzionamento di una colonna di distillazione, con indicate le simbologie per le correnti adottate.

Nella figura a lato è descritto lo schema di funzionamento della colonna di distillazione, con relative simbologie.
L'alimentazione entra in un piatto compreso tra la testa e la coda della colonna, all'interno della quale si hanno delle correnti liquide e gassose che viaggiano in controcorrente, di portate ponderali rispettivamente pari a L e V nella zona di arricchimento (cioè sopra il piatto di alimentazione), e pari a L' e V' nella zona di esaurimento (cioè sotto il piatto di alimentazione).
In coda alla colonna, il ribollitore parziale fornisce calore latente ad una parte della corrente liquida (ricca del componente meno volatile), mentre un'altra parte, di portata W, viene spillata.
In testa alla colonna, il condensatore totale sottrae calore latente alla corrente gassosa (ricca del componente più volatile), che viene in parte riflussata in colonna e in parte spillata (distillato).
Il rapporto tra la portata reinviata in colonna e la portata spillata è pari al rapporto di riflusso R, ovvero:
{\displaystyle R=L/D}
In figura sono indicate per ogni corrente la portata ponderale (esprimibile ad esempio in kg/s) e la frazione molare (adimensionale).
In particolare la frazione molare dei liquidi è indicata con x, quella delle correnti gassose è indicata con y, e la frazione molare dell'alimentazione è indicata con z (in quanto nel caso più generale l'alimentazione può essere liquida, gassosa, o una miscela bifase gas-liquido).
Le frazioni molari sono riferite al componente più volatile (per cui xD > xW).
Il numero di piatti della colonna è n, e i pedici delle frazioni molari in testa e in coda indicano il numero di piatto di destinazione della corrente (0 indica il ribollitore).

## Costruzione grafica della curva di equilibrio liquido-vapore
Il primo passo per ricavare il numero di piatti teorici di una colonna di distillazione consiste nel tracciare la curva di equilibrio liquido-vapore x-y. A tale scopo esistono moltissimi dati sperimentali in letteratura per data miscela binaria, oppure si può ricorrere alla legge di Raoult, che si esprime come:
{\displaystyle y_{1}\cdot P=x_{1}\cdot P_{1}^{o}}
in alternativa, per tenere conto della presenza di azeotropo o deviazioni dall'idealità, si può sfruttare la legge di Raoult modificata:
{\displaystyle y_{1}\cdot P=x_{1}\cdot \gamma _{1}\cdot P_{1}^{o}}
dove x1 e y1 sono le frazioni molari del componente più volatile nella fase liquida e della fase gassosa, P è la pressione operativa (che si considera costante lungo tutta la colonna), γ1 è il coefficiente di attività (funzione della composizione) e Po1 è la tensione di vapore (funzione della temperatura).
Nella pratica Po1 si calcola dall'equazione di Antoine:
{\displaystyle log(P_{1}^{o}(T))=A-{\frac {B}{C+T}}}
le costanti di Antoine ({\displaystyle A} B e C) si trovano tabellate, e vanno riferite ad un particolare sistema di unità misura.

## Rette di lavoro
Una volta tracciata la curva di equilibrio e la bisettrice del diagramma x-y, bisogna tracciare le rette di lavoro.
Le rette di lavoro sono le rappresentazioni grafiche, sul diagramma x-y, dei bilanci di materia relativi alla testa (sezione di arricchimento o di rettifica) e al fondo della colonna (sezione di esaurimento o di stripping) ed una generica quota della relativa sezione (o tronco).

### Bilancio di materia nella zona di arricchimento

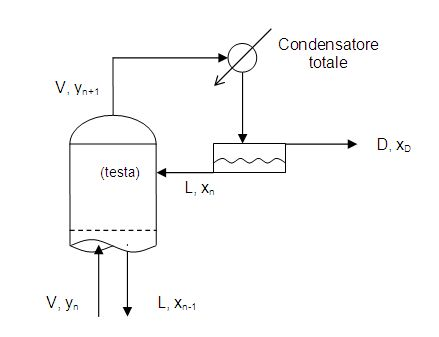
Testa della colonna di distillazione. Le correnti in basso si riferiscono all'ultimo piatto della colonna.

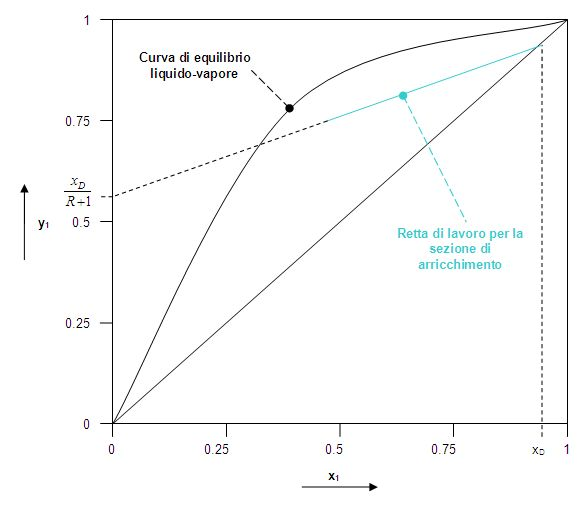
Curva di equilibrio e retta di lavoro della sezione di arricchimento.

Il bilancio di materia globale al condensatore si esprime come:
{\displaystyle V=L+D}
in riferimento al componente più volatile diventa:
{\displaystyle V\cdot y_{n+1}=L\cdot x_{n}+D\cdot x_{D}}
esplicitata rispetto a yn+1 diventa:
{\displaystyle y_{n+1}={\frac {L}{V}}\cdot x_{n}+{\frac {D}{V}}\cdot x_{D}}
Tenendo conto che V=L+D:
{\displaystyle y_{n+1}={\frac {L}{L+D}}\cdot x_{n}+{\frac {D}{L+D}}\cdot x_{D}}
Risolvendo la precedente per ogni piatto della zona di arricchimento si ottiene la retta di lavoro:
{\displaystyle y={\frac {L}{L+D}}\cdot x+{\frac {D}{L+D}}\cdot x_{D}}
È possibile rappresentare la retta di lavoro superiore in funzione del rapporto di riflusso R=L/D:
{\displaystyle y={\frac {R}{R+1}}\cdot x+{\frac {1}{R+1}}\cdot x_{D}}

## q-line
Definiamo ora q (o fattore entalpico) la frazione di alimentazione che si aggiunge alla portata liquida L (circolante nel tronco di arricchimento) per costituire la portata liquida L' (circolante nel tronco di esaurimento o stripping):
{\displaystyle L'-L=q\cdot F}
da cui segue che:
{\displaystyle V-V'=(1-q)\cdot F}
considerando poi il bilancio entalpico scritto per l'intera colonna:
{\displaystyle F\cdot {\tilde {H}}^{F}+L\cdot {\tilde {H}}^{L}+V'\cdot {\tilde {H}}^{V'}=L'\cdot {\tilde {H}}^{L'}+V\cdot {\tilde {H}}^{V}}
che approssimando si può riscrivere:
{\displaystyle F\cdot {\tilde {H}}^{F}=(L'-L)\cdot {\tilde {H}}^{L}+(V-V')\cdot {\tilde {H}}^{V}}
e sostituendovi le due espressioni in q sopra riportate otteniamo infine:
{\displaystyle q={\frac {{\tilde {H}}^{V}-{\tilde {H}}^{F}}{{\tilde {H}}^{V}-{\tilde {H}}^{L}}}}

Determinazione della q-line a partire dal valore di q.

La q-line (o retta dell'alimentazione) corrisponde allo stato fisico dell'alimentazione.
Essa viene tracciata riportando sulla bisettrice il punto relativo alla frazione molare dell'alimentazione, quindi si traccia una retta con una pendenza che è correlata allo stato dell'alimentazione, e più precisamente:
- se la corrente di alimentazione è liquido saturo (o in condizioni di bolla), {\displaystyle {\tilde {H}}^{F}={\tilde {H}}^{L}} e quindi {\displaystyle q=1}: la q-line è verticale;
- se la corrente di alimentazione è vapore saturo (o in condizioni di rugiada), {\displaystyle {\tilde {H}}^{F}={\tilde {H}}^{V}} e quindi {\displaystyle q=0}: la q-line è orizzontale;
- se la corrente di alimentazione è vapore surriscaldato, {\displaystyle {\tilde {H}}^{F}>{\tilde {H}}^{V}} e quindi {\displaystyle q<0}: la q-line ha pendenza negativa;
- se la corrente di alimentazione è liquido sottoraffreddato, {\displaystyle {\tilde {H}}^{F}<{\tilde {H}}^{L}} e quindi {\displaystyle q>1}: la q-line ha pendenza positiva;
- se la corrente di alimentazione è una miscela bifase liquido-vapore, {\displaystyle {\tilde {H}}^{L}<{\tilde {H}}^{F}<{\tilde {H}}^{V}} e quindi {\displaystyle 0<q<1}: la q-line ha pendenza compresa tra i valori 0 e 1.

Nel piano x/y le due rette di lavoro del tronco superiore e del tronco inferiore si incontrano in un punto che varia in funzione del rapporto di riflusso. Il luogo dei punti di incontro si ottiene mettendo a sistema le equazioni di bilancio sui due tronchi:
{\displaystyle \left\{{\begin{matrix}V\cdot y=L\cdot x+D\cdot x_{D}\\V'\cdot y=L'\cdot x-B\cdot x_{B}\end{matrix}}\right.}
Sottraendo le due equazioni si ottiene:
{\displaystyle (V'-V)\cdot y=(L'-L)\cdot x-(B\cdot x_{B}+D\cdot x_{D})}
e dal bilancio al componente su tutta la colonna e dal fattore entalpico q, si ottiene l'equazione della q-line:
{\displaystyle y={\frac {q}{q-1}}\cdot x-{\frac {z_{F}}{q-1}}}
Si ottiene l'equazione di una retta luogo dei punti di intersezione tra le rette di lavoro dei due tronchi (q-line), che dipende solamente dai parametri dell'alimentazione zF e q.

### Bilancio di materia nella zona di esaurimento

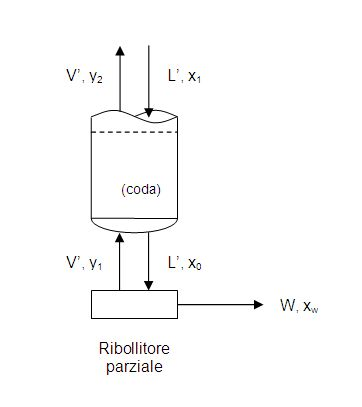
Coda della colonna di distillazione. Le correnti in alto si riferiscono al primo piatto della colonna.

Il bilancio di materia globale al ribollitore si esprime come:
{\displaystyle L'=V'+W}
per la zona di esaurimento, procedendo in modo analogo a quella di arricchimento, si ottiene la retta di lavoro inferiore:
{\displaystyle y={\frac {L'}{L'-W}}\cdot x_{0}-{\frac {W}{L'-W}}\cdot x_{w}}
Generalmente tale retta si ricava per via grafica, sapendo che passa per il punto di intersezione della q-line con la retta di lavoro della sezione di arricchimento, e per il punto sulla bisettrice di ascissa xW.

## Calcolo teorico del numero di piatti

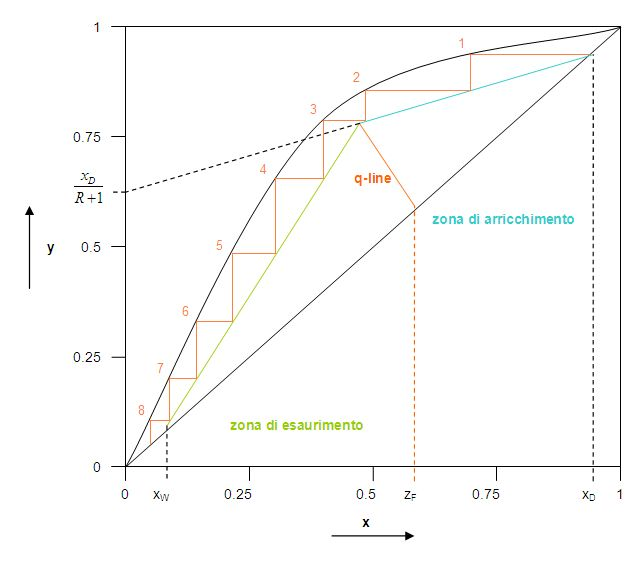
Calcolo del numero dei piatti teorici.

Una volta tracciate le due rette di lavoro si può procedere al calcolo del numero degli stadi.
Partendo dalle condizioni in testa (cioè dal punto più alto della retta di lavoro per la zona di arricchimento), si traccia una orizzontale fino a intersecare la curva di equilibrio, e dal nuovo punto si traccia una verticale fino alla retta di lavoro. Il punto trovato corrisponde alla condizione nel penultimo piatto della colonna. Continuiamo da questo punto in maniera analoga, fino a spingerci un poco oltre il punto corrispondente alle condizioni in coda (cioè il punto più basso della retta di lavoro per la zona di esaurimento). Ogni scalino sul diagramma corrisponde ad un piatto teorico, quindi contando gli scalini che abbiamo tracciato abbiamo ricavato il numero di piatti della colonna di distillazione.

## Condizioni di pinch
I valori delle frazioni molari dei prodotti in testa (xD) e in coda (xW) non possono essere nulli. Se infatti proviamo ad applicare il metodo di McCabe e Thiele annullando uno di questi valori (o entrambi), vediamo che il numero di piatti teorici diventa infinito.
Questo risultato corrisponde alla situazione reale per cui non è possibile separare perfettamente due componenti di una miscela binaria, e viene indicato con il nome di pinch.
Un punto di pinch può presentarsi anche nei casi in cui la miscela binaria forma un azeotropo, e in alcuni casi costringe ad utilizzare metodi di distillazione più complessi.